# Slaviboř

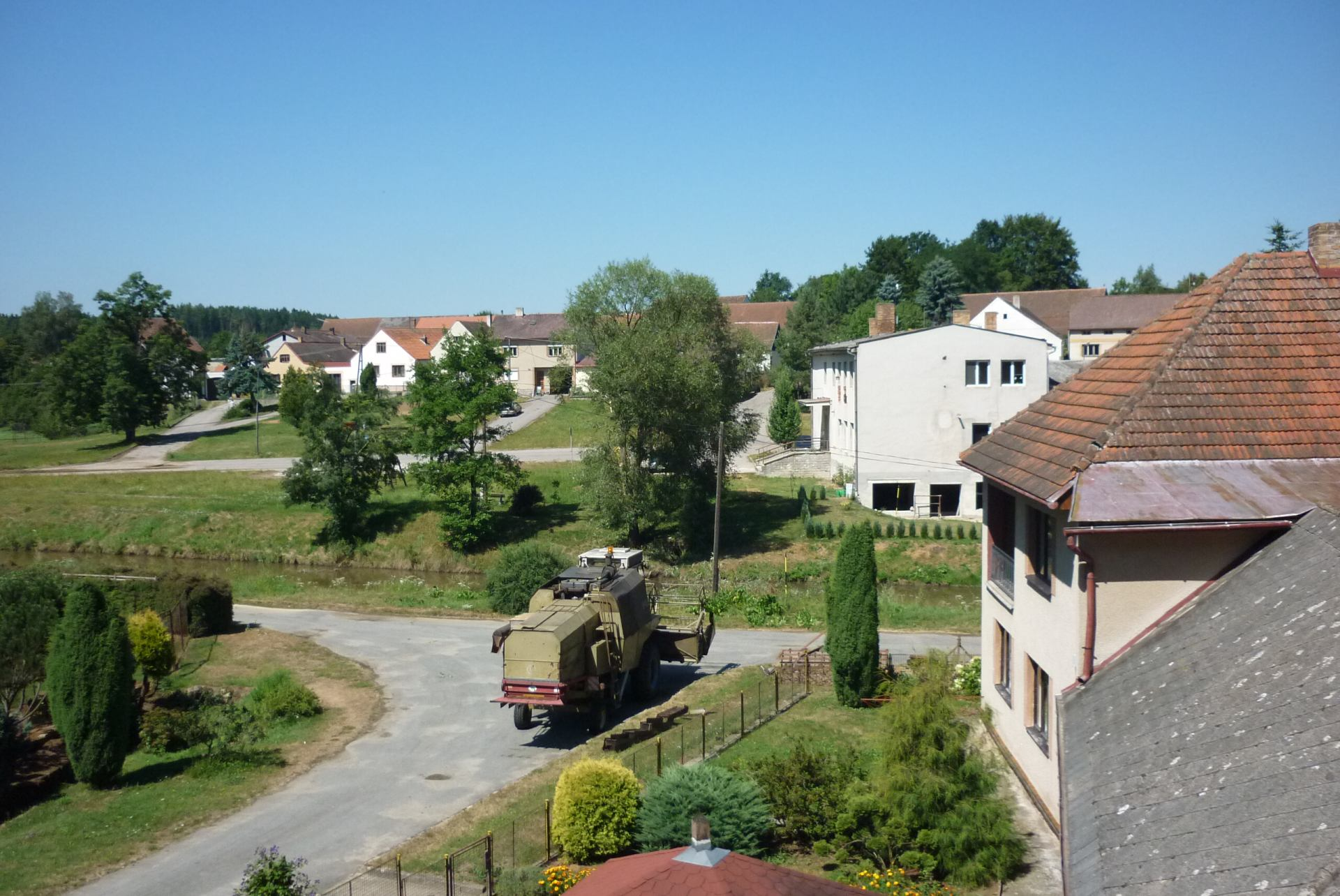
Ortsansicht

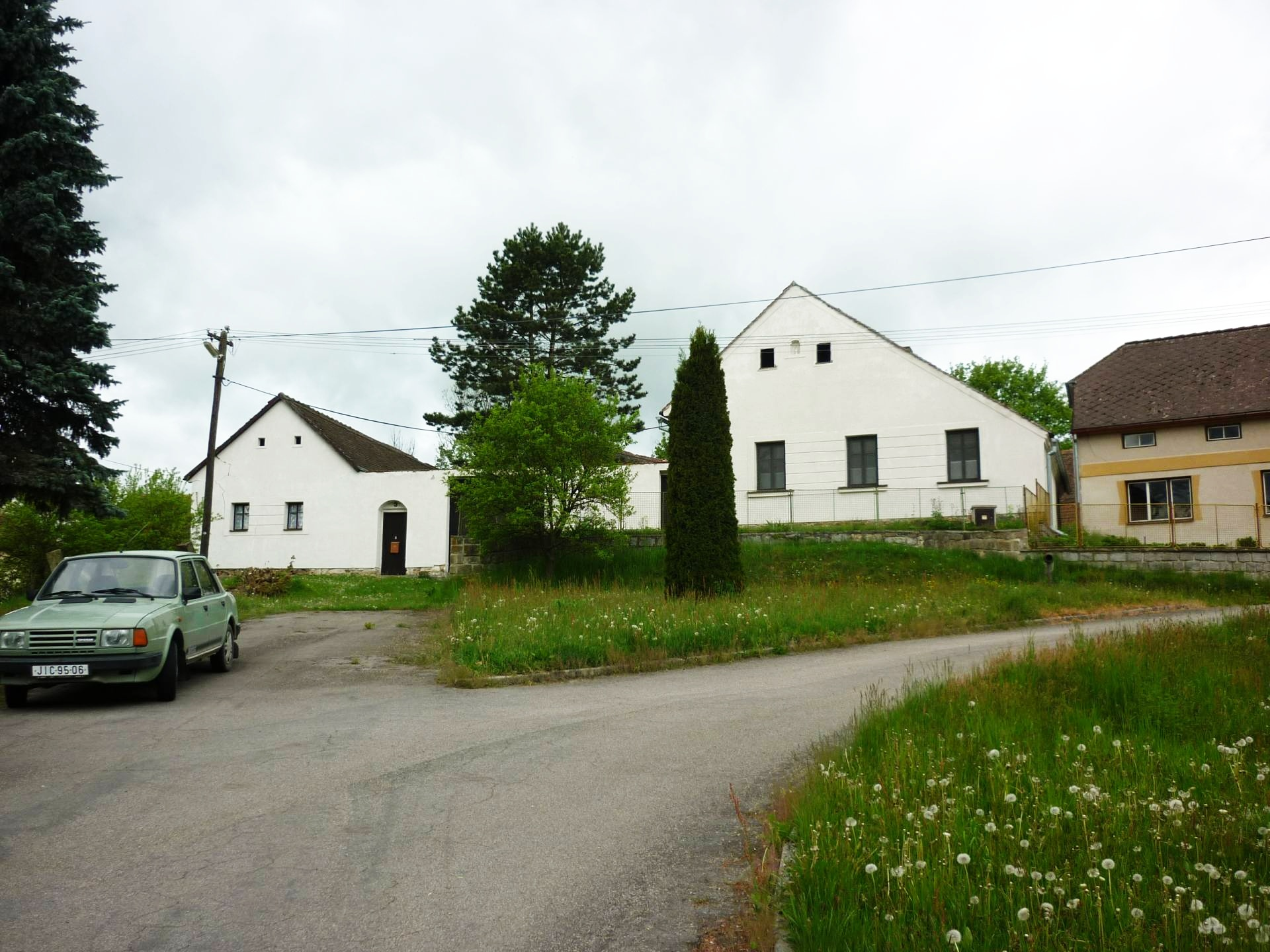
Gehöft Nr. 3

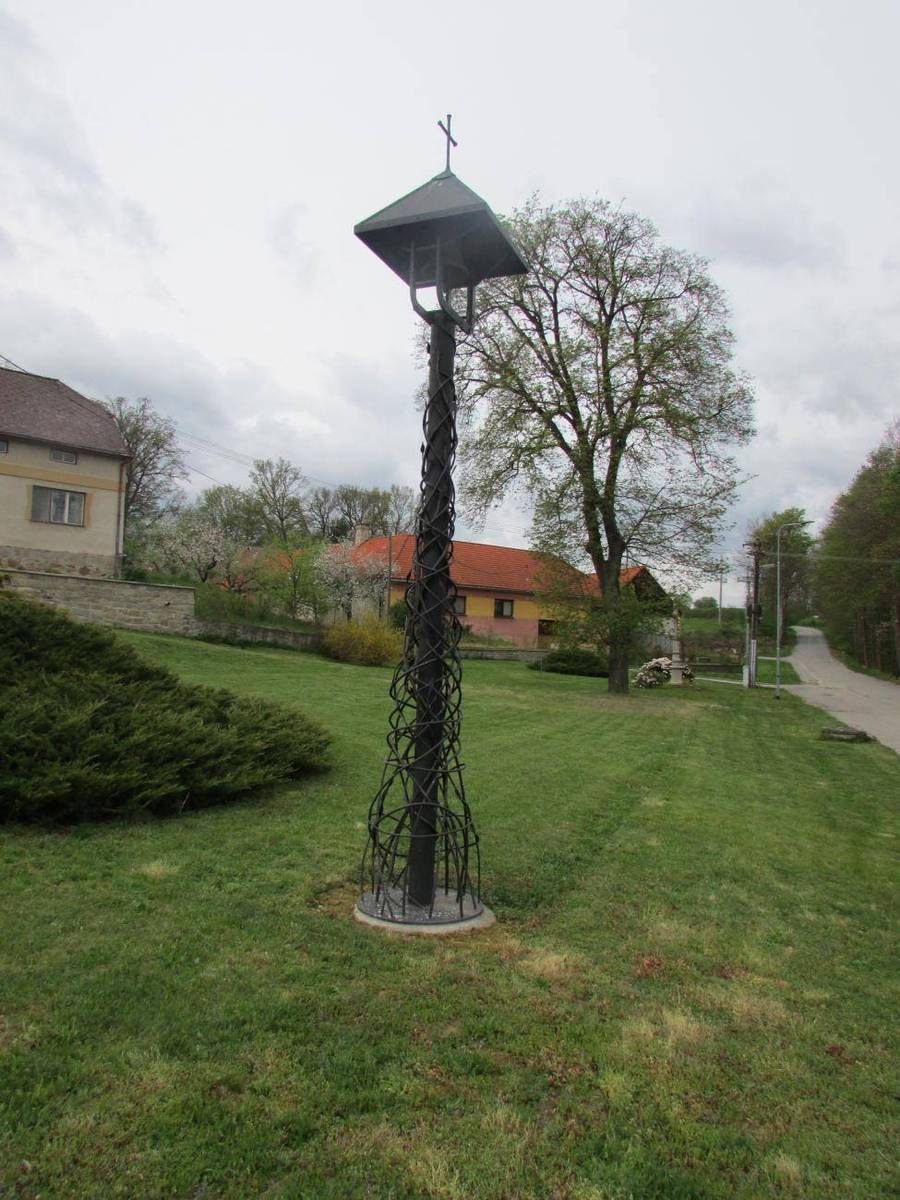
Dorfglocke

Slaviboř (deutsch Sleiborsch) ist ein Ortsteil der Gemeinde Černíč in Tschechien. Er liegt fünfeinhalb Kilometer südlich des Stadtzentrums von Telč (Teltsch) und gehört zum Okres Jihlava.

## Geographie
Das Längsangerdorf Slaviboř befindet sich beiderseits der Mährischen Thaya (Moravská Dyje) in der Dačická kotlina (Datschitzer Becken). Am östlichen Ortsrand verläuft die Bahnstrecke Kostelec u Jihlavy–Slavonice; die Bahnstation Slaviboř liegt südlich des Dorfes auf halbem Wege nach Černíč. Gegen Südwesten erstreckt sich ein Feuchtgebiet mit dem Teich Černíčský rybník, das größtenteils als Naturdenkmal Černíč geschützt ist. 
Nachbarorte sind Městská Cihelna und Nový Dvůr im Norden, Radkov und Vystrčenovice im Nordosten, Strachoňovice im Osten, Červený Hrádek, Jersický Dvůr, Jersice und Hříšice im Südosten, Bílkov und Malý Pěčín im Süden, Černíč und Prostřední Vydří im Südwesten, Zadní Vydří im Westen sowie Myslůvka und Horní Myslová im Nordwesten.

## Geschichte
Die erste urkundliche Erwähnung von Slayborsy erfolgte 1355. Das Dorf war im 14. Jahrhundert Sitz eines Landadelsgeschlechts, das sich nach dem Ort benannte. Der Ortsname leitet sich vom Personennamen Slavibor ab. Im Jahre 1365 wurde das Dorf der Herrschaft Teltsch zugeschlagen. Als Meinhard von Neuhaus im Jahr darauf die Herrschaft mit der Stadt Teltsch und elf Dörfern seinen Neffen Heinrich und Henslin landtäflig überschrieb, wurde das Dorf als Slawibors bezeichnet. Nach dem Tod des letzten männlichen Nachkommen der Herren von Neuhaus, Joachim Ulrich von Neuhaus, erbte dessen Besitzungen 1604 seine Tochter Lucie Ottilie, die seit 1602 mit Wilhelm Slawata verheiratet war. Zu dieser Zeit bestand der Ort aus acht Gehöften. Ab 1678 wurde die Ortsnamensform Sleyborž verwendet. Nach dem Tod des letzten Grafen Slavata von Chlum und Koschumberg fiel Sleyborž als Teil der Herrschaft Teltsch 1702 an Franz Anton von Liechtenstein-Kastelkorn, dessen gleichnamiger Enkel die Herrschaft 1754 an Alois Podstatský von Prusinowitz vererbte. Weitere Namensformen waren Sleyboř (1718), Sleborž (1720) und Slegborž (1751). Die Mühle ist seit 1784 nachweislich, ihr Besitzer war damals der Müller Pazdera; sie ist die oberste Mühle an der Mährischen Thaya. Im Jahre 1791 lebten in den 19 Häusern von Slegborž 107 Personen. Zum Dorf gehörten 210 Joch wenig ertragreiches Ackerland sowie ein geringer Anteil Wiesen und Hutweiden.
Im Jahre 1835 bestand das im Iglauer Kreis gelegene Dorf Sleiboř, auch Sleiborsch bzw. Slegboř, früher Slawyboř genannt, aus 20 Häusern mit 109 mährischsprachigen und katholischen Einwohnern, die von der Landwirtschaft lebten. An der Mährischen Thaya lag eine eingängige Mühle mit Graupenstampfe. Pfarr- und Schulort war Ratkau.  Bis zur Mitte des 19. Jahrhunderts blieb das Dorf der Fideikommissherrschaft Teltsch untertänig, Besitzer waren die Grafen von Podstatzky-Liechtenstein.
Nach der Aufhebung der Patrimonialherrschaften bildete Slejboř / Slejborž ab 1849 eine Gemeinde im Gerichtsbezirk Teltsch. Ab 1869 gehörte Slejboř zum Bezirk Datschitz. Zu dieser Zeit hatte die Gemeinde 120 Einwohner und bestand aus 20 Häusern. Die heutige Namensform Slaviboř ist seit 1881 nachweislich, amtlich wurde die Gemeinde aber weiterhin Slejboř genannt. Im Jahre 1900 lebten in Slejboř 84 Personen, 1910 waren es 74. Die landwirtschaftliche Nutzfläche umfasste im Jahre 1900 eine Fläche von 229 ha. Für die Verlängerung der Lokalbahn Wolframs–Teltsch bis Zlabings erfolgte 1902 der Abriss von sechs Gehöften der Ostseite des Dorfangers.
Nach dem Zusammenbruch der k.k. Monarchie wurde die Gemeinde 1918 Teil der neu gebildeten Tschechoslowakei. Beim Zensus von 1921 lebten in den 14 Häusern der Gemeinde Slejboř / Sleiborsch 93 Personen, davon 92 Tschechen.  1924 wurde Slaviboř zum amtlichen Ortsnamen gemacht. Im Jahre 1930 bestand die Gemeinde Slaviboř aus 14 Häusern und hatte 86 Einwohner. 1937 wurde das Dorf elektrifiziert. Zwischen 1939 und 1945 war die Gemeinde Teil des Protektorats Böhmen und Mähren. Nach dem Ende des Zweiten Weltkrieges wurde Slaviboř wieder Teil der Tschechoslowakei. Im Jahre 1950 lebten in den 15 Häusern von Slaviboř 62 Personen. 1960 erfolgte die Eingemeindung nach Černíč. Auf dem Dorfanger entstand in den 1960er Jahren ein Kulturhaus mit einem Anbau, in dem die Büros der JZD untergebracht wurden. Seit 1961 gehört Slaviboř zum Okres Jihlava. Im Jahre 1970 hatte Slaviboř 52 Einwohner. Im Jahre 1991 lebten in den 15 Wohnhäusern des Dorfes 41 Personen. Das Kulturhaus (Haus Nr. 11) wurde in den 1990er Jahren geschlossen. Beim Zensus von 2011 bestand Slaviboř aus 17 Häusern und hatte 24 Einwohner.
Ortsbildprägend ist eine Reihe eng beieinander stehender, langgestreckter Vierseithöfe auf einer Terrasse an der Westseite des von der Mährischen Thaya durchflossenen Dorfangers; von der  gegenüberliegenden Hofzeile linksseitig des Flusses sind seit dem Eisenbahnbau nur noch zwei Höfe erhalten.

## Gemeindegliederung
Der Ortsteil Slaviboř bildet einen Katastralbezirk.

## Sehenswürdigkeiten
- Glockenbaum auf dem Dorfplatz
- Mehrere Flurkreuze
- Gedenkstein der Familie Mrvík für ihre drei, während des Ersten Weltkrieges gefallenen Söhne, neben der Bahnstation
- Procházkův mlýn (Haus Nr. 17), die Wassermühle ist seit 1784 nachweislich und wurde nach dem damaligen Besitzer als Pazdera-Mühle bezeichnet. Im Jahre 1928 erfolgte durch den Müller Procházka ein Umbau.